# Kalba
Kalba (in arabo كلباء‎?) è una municipalità dell'Emirato di Sharja, negli Emirati Arabi Uniti che si trova nella Regione Orientale di Sharja.

## Storia
Kalba, anticamente chiamata Ghallah, appartiene ad una regione storica chiamata Shamailiyah che comprende la regione costiera orientale del Golfo di Oman, che va da Dibah a Khor Kalba compresi. Questo territorio è stato oggetto di numerose vicissitudini interne ed esterne tali che la sua storia non può essere associata a nessun emirato in particolare.
Nel XVII secolo, negli anni successivi alla caduta di Hormuz (1622) i portoghesi si dedicarono a costruire una serie di fortezze e insediamenti commerciali (chiamati feitoria) lungo la costa araba del golfo di Oman. Essi stabilirono la loro base a Mascate da cui tentarono varie spedizioni per la riconquista di Hormuz  (1623, 1624, 1625, 1627) che restarono tuttavia senza successo. Nel 1623 il comandante Rui Freire de Andrada, rioccupò il forte di Sohar, che era stato preso nel 1622 dai Persiani. Nello stesso anno venne istituita una nuova base a Caçapo (attuale Khasab) nella penisola di Musandam. Kalba, chiamata Quelba dai portoghesi, ed il suo forte, furono conquistata da Gaspar Leite nel marzo del 1624.
Verso la fine del XVIII secolo la parte settentrionale di Shamailiyah era detenuta dai Qawasim, tuttavia negli anni successivi il controllo della regione passò di mano diverse volte fra loro e gli omaniti.
Nel marzo del 1811 Kalba fu attaccata e saccheggiata dalle forze del sultano omanita Sayyid Sa'id nell'ambito della campagna contro le forze marittime degli Al Qasimi.
Qualche tempo dopo, forse come conseguenza indiretta della spedizione britannica a Ras-al-Khaimah e dell'umiliazione subita dai Qawasim nel 1819-20, il sovrano di Mascate deve aver riacquistato il possesso dell'intera Shamailiyah, poiché nel 1831 troviamo l'emiro Qasimi di Shariah Sultan bin Saqr Al Qasimi che negozia con Sayyid Sa'id la cessione a se stesso, come prezzo della sua cooperazione con Saiyid in un attentato a Sohar, di Dibah o Khor Fakkan.
Nell'anno successivo, 1832, Sultan bin Saqr Al Qasimi approfittò dell'assenza di Saiyid Sa'id, che si trovava nell'Africa orientale, e di una conseguente insurrezione contro la sua autorità per impadronirsi di Dibah, Khor Fakkan e Kalba e così sottomettere a Sharjah l'intera Shamailiyah. L'alternanza nel governo della regione tuttavia non si esaurì in tale occasione in quanto successivamente, in data imprecisata, ma dopo il 1835, Khor Fakkan, Ghallah (Kalba), e la costa tra questi due luoghi, tornarono in possesso del sovrano di Mascate.
La fine di questa alternanza fra Qasimi e Omaniti per il possesso della regione finì nel 1850, quando Sultan bin Saqr Al Qasimi intervenne su richiesta e in aiuto del governatore di Sohar, con il risultato che anche Shinas in Batinah, Ghallah e Khor Fakkan caddero nelle mani degli alleati e furono divisi tra loro, con il Qasimi che mantenne i due porti di Ghallah e Khor Fakkan. L'anno successivo Saiyid Sa'id raggiunse un accordo con Sultan bin Saqr Al Qasimi in base al quale il Quasimi ritirò il suo appoggio al governatore di Sohar e per contro Saiyid Sa'id si impegnò a mantenere lo status quo nella regione.
Nel 1866, alla morte di Sultan bin Saqr, il controllo della regione passò nelle mani di suo figlio Khalid bin Sultan Al Qasimi, che morì nel 1868 e fu sostituito da Salim bin Sultan al-Qasimi, emiro di Sharjah. Salim bin Sultan fu deposto nel marzo del 1883 da suo nipote, Saqr bin Khalid.
Durante il suo regno Salim bin Sultan divise la regione di Shamailiyah in due feudi: quello settentrionale, comprendente Dibah venne conferito da Salim a suo fratello Ahmad, e quello meridionale, comprendente Khor Fakkan e Kalba, a suo fratello Majid.
Alla morte di Majid, suo figlio Hamad bin Majid assunse il ruolo di shaikh di Kalba, ruolo che condivise con suo fratello Ahmad bin Majid. Il figlio di Hamad, Sa'id bin Hamad gli successe nel 1902. Dal 1903 Sa'id bin Hamad, risiedette abitualmente con la sua famiglia ad 'Ajman, lasciando l'amministrazione del feudo nelle mani di uno schiavo di nome Barut, egli tuttavia riprese la residenza permanente a Kalba negli anni '20.
Nel 1936 Sa'id bin Hamad ottenne dal governo britannico il riconoscimento di Kalba come Stato della Tregua, come risarcimento per la concessione dei diritti di atterraggio su una pista di emergenza per la Imperial Airways. Sa'id bin Hamad morì improvvisamente alla fine di aprile 1937 durante una visita a Khaur Fakkan, mentre il figlio maggiore Hamad era ancora minorenne, scatenando una lunga disputa per la successione di Kalba a cui parteciparono praticamente tutti i soggetti politici della regione.
Su insistenza del governo britannico, i notabili di Kalba, che avevano già dichiarato di voler avere come successore il dodicenne Hamad bin Sa'id, furono obbligati a scegliergli un reggente. Alla presenza dell'agente di residenza, nel giugno 1937, selezionarono lo schiavo Barut, scelta che non fu accettabile per alcuni funzionari britannici. Alla fine, nel settembre del 1937, fu raggiunto un compromesso con l'elezione a reggente da parte dei notabili di Kalba di Khalid bin Ahmad Al Qasimi ex sovrano di Sharjah deposto nel 1924, marito della figlia del defunto. Khalid poté mantenere il suo feudo di Dhaid precedentemente assegnatogli e accettò che Barut fosse responsabile degli affari quotidiani di Kalba.
Durante gli anni '40 Khalid bin Ahmad delegò molti degli affari dell'area orientale a suo nipote Humaid bin 'Abdullah, che acquisì un'influenza giudicata negativamente sul giovane Hamad bin Sa'id. Alla morte di Humaid, nel 1950, il governo britannico favorì Hamad bin Sa'id come Sovrano di Kalba che fu però assassinato nel 1951. A quel punto, essendo morto l'ultimo dei discendenti nella linea maschile dei capi Qawasim e dei Governanti di Kalba, sembrò la soluzione più conveniente lasciare che Kalba tornasse all'amministrazione diretta di Sharjah, di cui da allora è stata una dipendenza.

## Territorio

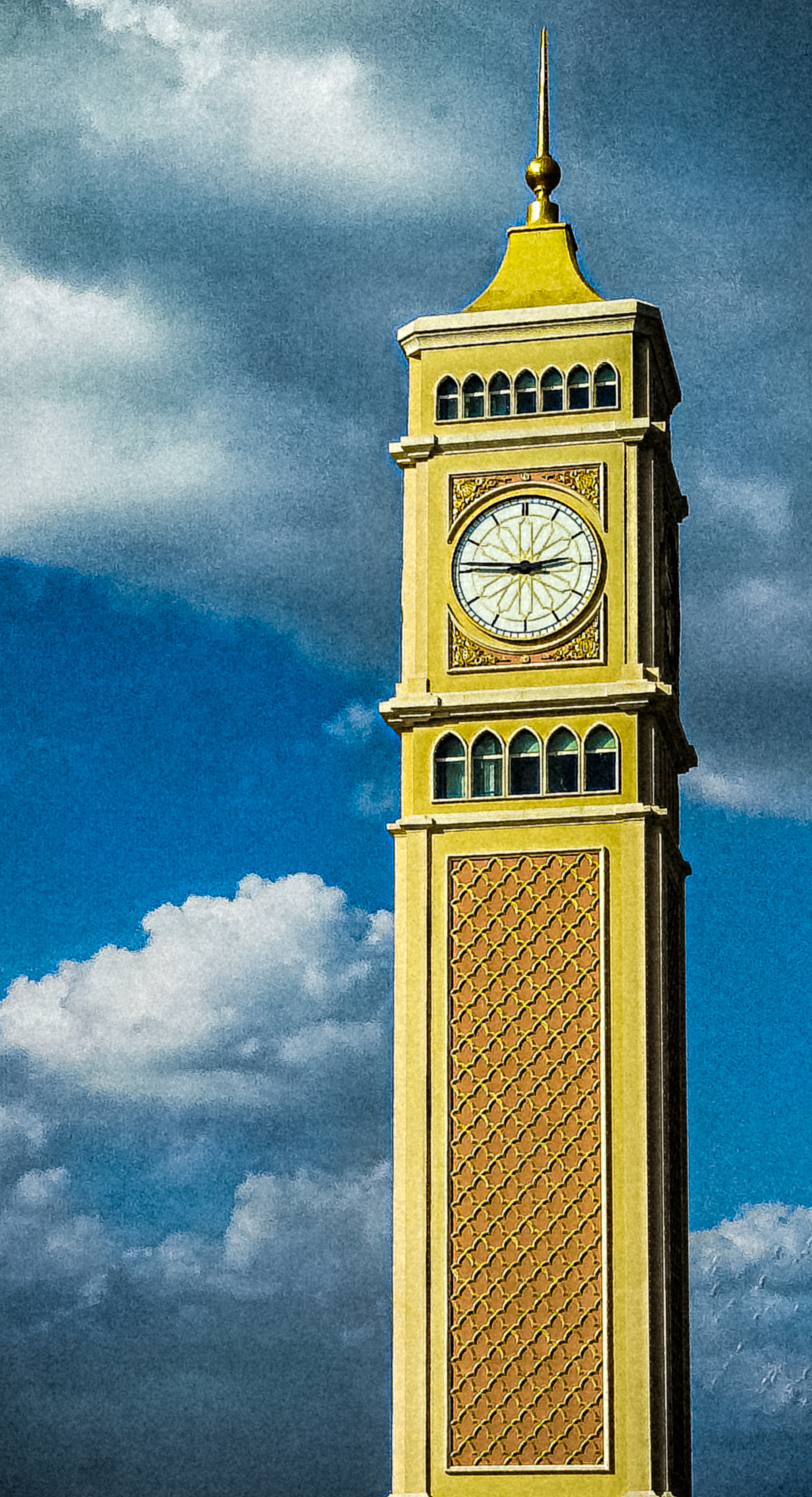
Kalba Clock Tower (2022)

Il territorio della municipalità occupa una superficie di 189,9	 km² che costituisce un'exclave di Sharja che fa parte della Regione Orientale dell'Emirato. La città si affaccia sul golfo di Oman e confina a nord e a sud con l'Emirato di Fujarah, a ovest con l'Emirato di Ras al-Khaimah e per un piccolo tratto a sud, lungo la costa, con il Sultanato dell'Oman.
L'area è attraversata in direzione est-ovest dalla Sharjah - Kalba Road (E 102) e dalla Al Wahda Street (E 99) in direzione nord-sud. La E 99 giunge fino al confine con l'Oman presso Khatmat Malahah.
L'abitato di Kalba si sviluppa lungo il tratto di costa del golfo di Oman lungo circa 7 km, che va dal confine con Fujairah a nord, fino al Khor Kalba a sud..
I principali punti di riferimento della municipalità sono: 
- Kalba Clock Tower.[10]
- Kalba Corniche.[11]
- Kalba Beach.[12]
- Khor Kalba Fort.[13]
- Kalba Birds of Prey Centre.[14]
- Kalba Ice Factory.[15]
- Al Ghayl Fort.[16]

A sud del centro abitato si trova l'area protetta di Khor Kalba.